# Église Saint-Genest d'Azat-le-Ris
Pour les articles homonymes, voir Église Saint-Genest.
L'église Saint-Genest est une église de culte catholique située dans le village d'Azat-le-Ris, dans le département français de la Haute-Vienne en région Nouvelle-Aquitaine. Elle est le dernier édifice religieux subsistant dans le village.

## Description
L'église Saint-Genest est une église fortifiée. Elle est munie d'une échauguette percée de canonnière, ajoutée au XVe siècle, et de fenêtres de guet sous le toit.
L'intérieur de l'église possède une statue monolithe de calcaire représentant la Vierge à l'Enfant, datant du XVe siècle.

## Localisation
L'église est située dans le département français de la Haute-Vienne, sur la commune d'Azat-le-Ris.

## Historique
L'église fut construite au XIIe siècle. La fondation du prieuré d'Azat-le-Ris, dépendant de l'abbaye Saint-Martial de Limoges, date de l'an 1080. Sa forme est une croix latine avec une nef unique à deux travées et un transept à coupole de style très pur. Les hautes baies du chevets composent un magnifique "triplet".
Au-dessus du maître-autel se trouve une très belle vierge en pierre du XVe siècle provenant de la chapelle de l'ancien prieuré de Sainte-Madelaine de la Plain (sur la commune de Tersannes).
L'église est inscrite au titre des monuments historiques le 6 février 1926. Deux ans plus tard en 1928, onze écus d'or du roi Charles VI sont retrouvés dans les combles.

## Extérieur
Le clocher a été construit en 1816, l'ancien ayant été foudroyé.

## Intérieur

### Nef
Cette nef est à travée unique.

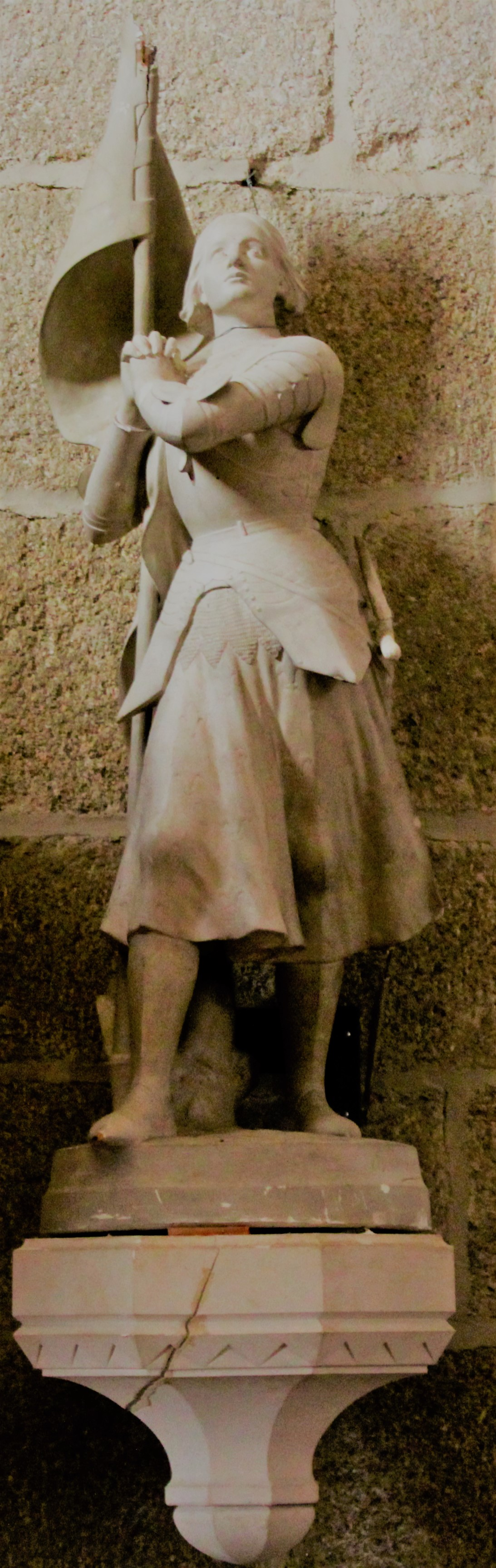
Statue de Jeanne d'Arc.

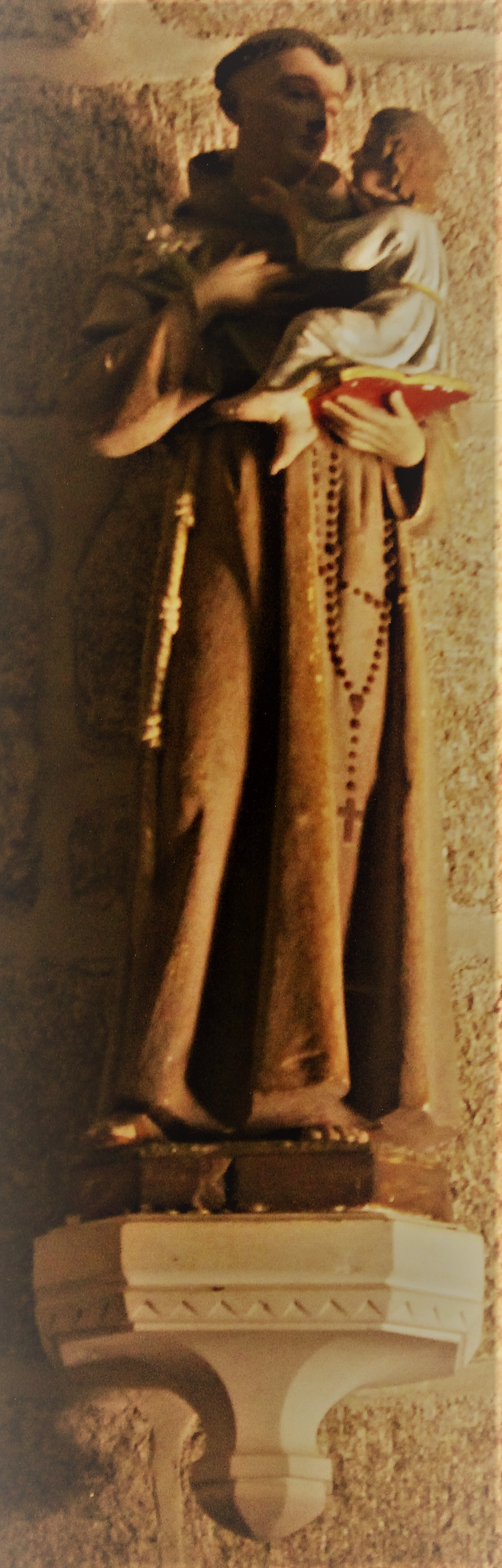
Statut de Saint Antoine de Padoue.

Il y a deux statuts dans la nef, l'une représentant Sainte Jeanne d'Arc, l'autre Saint Antoine de Padoue.
On trouve une entrée sur le côté nord, surmontée d'un vitrail aux motifs géométrique. Un autre vitrail identique se trouve en face.
L'entrée dans l'église s'effectue directement dans la nef. Elle est surmontée d'une tribune, où se trouve une statue du Christ et d'où part un escalier menant vers l’échauguette et le clocher. Le tout est aujourd'hui inaccessible pour des raisons de sécurité.

### Transept nord: chapelle de Marie
La chapelle du transept nord est dédiée à la Vierge Marie, mère de Jésus.

### Transept sud: chapelle de Joseph
La chapelle du transept sud est dédiée à Joseph, père de Jésus.

### Chœur
Le chœur contient un triplet de vitraux représentant des motifs géométrique et Saint Genest, le saint patron de l'église, ancien évêque de Clermont. On y trouve également une statuette en calcaire représentant une vierge à l'enfant. Elle date du XVe siècle et a été retrouvée dans la chapelle de la Plain (commune de Tersannes) en 1926.
Sur la façade nord du chœur, le vitrail représente Saint Jacques. En face, sur la façade sud, le vitrail représente Saint Pierre.
Le chœur est surmonté d'une voute en croisée d'ogive.